# Biblioteca Nacional de Groenlandia
La Biblioteca Nacional de Groenlandia (en groenlandés: Nunatta Atuagaateqarfia) es la biblioteca pública y nacional de Groenlandia, que se encuentra en Nuuk, la capital de Groenlandia. Es la biblioteca más grande de referencia en el país, dedicada a la preservación del patrimonio cultural nacional y su historia.  Los fondos de la biblioteca están divididos entre la biblioteca pública de la ciudad centrum, y Ilimmarfik, el campus de la Universidad de Groenlandia, que se encuentra en el distrito Nuussuaq de Nuuk, donde se celebra la reunión groenlandica de material histórico relacionado con Groenlandia. Para el 1 de enero de 2008, había 83.324 elementos en la base de datos de la biblioteca en Ilimmarfik.